# Parábola do Rico Insensato

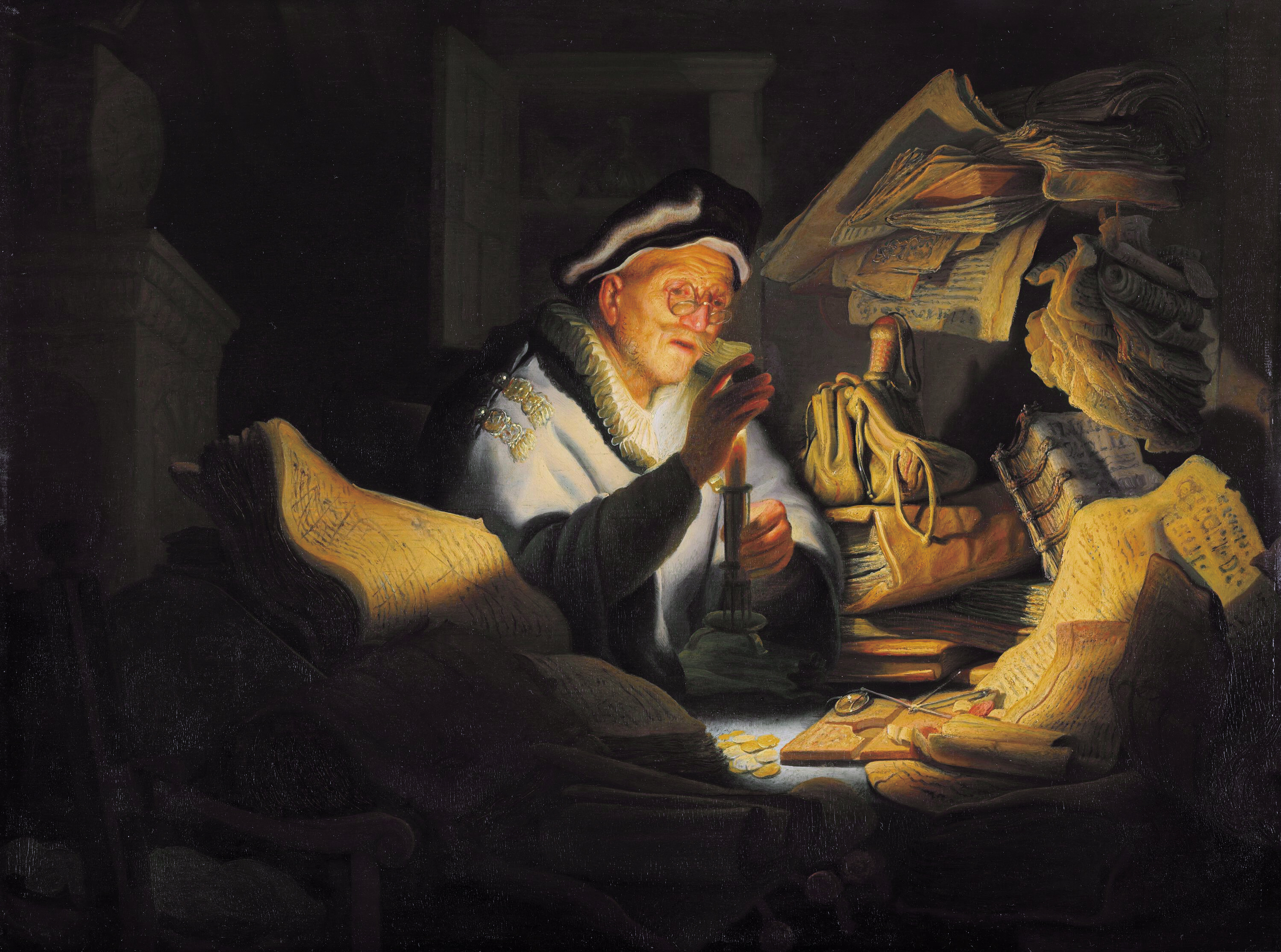
A Parábola do Rico Insensato, Rembrandt, 1627.

O Rico Insensato é uma parábola contada por Jesus no Novo Testamento. Encontrada em Lucas 12:13-21, a parábola reflete a loucura de ligar demasiada importância à riqueza. Uma versão abreviada da parábola também aparece no Evangelho Gnóstico de Tomé (no capítulo 63).

## Narrativa
A parábola é introduzida por um membro da audiência que tenta conseguir a ajuda de Jesus em uma disputa financeira da família:
“E disse-lhe um da multidão: Mestre, dize a meu irmão que reparta comigo a herança.
Mas ele lhe disse: Homem, quem me pôs a mim por juiz ou repartidor entre vós? E disse-lhes: Acautelai-vos e guardai-vos da avareza; porque a vida de qualquer não consiste na abundância do que possui” (Lucas 12:13-15).
Jesus então responde com a parábola:
“E propôs-lhe uma parábola, dizendo: A herdade de um homem rico tinha produzido com abundância; E ele arrazoava consigo mesmo, dizendo: Que farei? Não tenho onde recolher os meus frutos. E disse: Farei isto: Derrubarei os meus celeiros, e edificarei outros maiores, e ali recolherei todas as minhas novidades e os meus bens; E direi a minha alma: Alma, tens em depósito muitos bens para muitos anos; descansa, come, bebe e folga” Mas Deus lhe disse: Louco! esta noite te pedirão a tua alma; e o que tens preparado, para quem será? Assim é aquele que para si ajunta tesouros, e não é rico para com Deus” (Lucas 12:16-21).

## Interpretação
O rico fazendeiro desta parábola é retratado de forma negativa, como um exemplo da ganância. Ao substituir seu celeiro existente, ele evita usar terras agrícolas para fins de armazenamento, maximizando assim o seu rendimento, bem como permitindo-lhe para esperar um aumento de preços antes de vender. Agostinho de Hipona comenta que o fazendeiro estava "planejando preencher sua alma com um banquete excessivo e desnecessário e estava, orgulhosamente, desconsiderando todas as barrigas vazias dos pobres. Ele não percebeu que a barriga dos pobres eram depósitos muito mais seguros que seus celeiros.
São Basílio de Cesareia destaca que as riquezas são um dom de Deus distribuído de maneira desigual, para que alguns se convertam pela paciência e humildade, enquanto outros ganhem tesouros no céus distribuindo seus bens. A riqueza, em si, não é um mal. O pecado está na avareza, em querer guardar tudo para si e seus familiares, julgando que isto é necessário para ter uma vida agradável. O ávaro esquece que está apenas administrando bens que Deus concedeu para sua edificação. 
A conversa com o fazendeiro consigo mesmo é, no evangelho de Lucas, negativa e auto-centrada: os pronomes de primeira pessoa ocorrem 11 vezes. Arland J. Hultgren julga que a parábola "fornece um exemplo do que não devemos ser. A pessoa cuja identidade está ligada à sua propriedade, status e (ou) realizações - e é dirigido por adquiri-los - pode facilmente terminar ignorando o chamado de Deus e a necessidade do próximo".
A insensatez do fazendeiro reside especialmente no fato de que a riqueza não garante o futuro: o Dia do Juízo Final chega mais cedo do que se espera.

## Representações
Esta parábola tem sido retratada por vários artistas, incluindo Rembrandt, Jan Luyken, James Tissot, e David Teniers, o Moço.